# Binaire à éclipses
 (avril 2024).
Si vous disposez d'ouvrages ou d'articles de référence ou si vous connaissez des sites web de qualité traitant du thème abordé ici, merci de compléter l'article en donnant les références utiles à sa vérifiabilité et en les liant à la section « Notes et références ».
Une (étoile) binaire à éclipses, ou (étoile) binaire photométrique, est une étoile binaire dans laquelle le plan de révolution des deux astres se trouve sensiblement dans la ligne de vision de l'observateur, ceux-ci s'éclipsant ainsi mutuellement de façon périodique. Dans le cas où cette binaire est aussi une binaire spectroscopique et que la parallaxe stellaire du système est connue, il est possible de déterminer l'ensemble des caractéristiques des deux membres (masse, densité, luminosité…).
Les binaires à éclipses sont des étoiles variables, non pas parce que la luminosité (ou la magnitude apparente) de l'un ou l'autre membre varie, mais parce qu'elles s'obscurcissent mutuellement. L'étoile la plus représentative des binaires à éclipses est Algol (β Persei), nommée « l'étoile du démon » par les anciens astronomes arabes, probablement parce qu'ils avaient remarqué ses variations de luminosité.

## Histoire
C'est John Goodricke, un très jeune astronome britannique, qui découvrit, en 1782, que les baisses d'intensité lumineuse d'Algol (β Persei) se manifestaient tous les 2 jours 20 heures et 49 minutes, et qui interpréta ces variations périodiques en supposant la présence d'un compagnon sombre constituant ainsi un système binaire.
En ces temps-là, l'hypothèse passa pour fantaisiste et ce n'est qu'un siècle plus tard, en 1890, qu'elle fut confirmée par un astronome allemand, Hermann Carl Vogel, qui observa le spectre lumineux d'Algol (β Persei). C'est ainsi qu'il constata que ses ondes se déplaçaient alternativement du bleu au rouge, avec exactement la même période que les variations lumineuses de l'étoile. Ce phénomène est dû à l'effet Doppler, qui a une importance capitale en astronomie : il montre que la position des raies spectrales d'une source lumineuse se déplace vers le bleu si la source se rapproche de l'observateur, ou bien vers le rouge si elle s'en éloigne, ce phénomène augmentant d'autant plus que la vitesse est élevée. À partir des déplacements observés des raies d'Algol, Hermann Carl Vogel a donc pu déduire que celle qu'on croyait n'être qu'une étoile simple constituait en fait un système de deux étoiles qui tournent l'une autour de l'autre, ce qui a pour conséquence qu'alternativement elles s'éloignent et se rapprochent de nous.

## Courbe de lumière
La courbe de lumière d'une binaire à éclipses est caractérisée par des périodes de luminosité pratiquement constante, entrecoupées de chutes d'intensité périodiques. Si l'un des membres du couple d'étoiles est plus grand que l'autre, l'un d'eux sera caché par une éclipse totale tandis que l'autre sera obscurci par une éclipse annulaire. La figure ci-contre donne un exemple théorique de ce à quoi peut ressembler la courbe de lumière d'une binaire à éclipses.

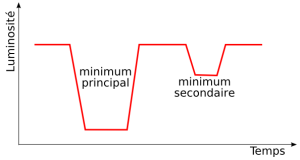
Chronogramme schématique d'une binaire à éclipses.

Le minimum d'éclat (minimum principal) survient lorsque l'étoile la plus brillante est partiellement cachée par la plus faible. Le minimum secondaire, qui peut ne pas être très visible dans certains cas, a lieu lorsque l'étoile la plus brillante obscurcit la plus faible.
Dans la réalité, les courbes de lumière de ces étoiles sont nettement moins anguleuses, les transitions se faisant plus en « douceur ». La raison principale en est que la surface d'une étoile est rarement uniformément lumineuse ; la deuxième, plus marquée pour les couples très rapprochés, étant que les astres peuvent parfois être très déformés.

## Types

Algolide.

Les binaires à éclipses sont généralement classées en trois types, chacune de ces familles étant, comme souvent en astronomie, nommée d'après une étoile représentative.
- les variables de type Algol, parfois appelées Algolides (EA) : ce type est le plus répandu, on en a répertorié des milliers d'exemplaires, le modèle étant Algol (β Persei). Les minima sont plutôt nets et bien découpés, le minimum secondaire pouvant avoir une intensité importante ou au contraire être presque indétectable, suivant la luminosité de l'astre secondaire ou bien l'écart entre la ligne de vision de l'observateur et le plan de révolution du système.

β Lyrae

- les variables de type Beta Lyrae (EB) : le modèle de ce type est Sheliak (β Lyrae), on en compte seulement quelques centaines. La courbe de lumière de ces couples est beaucoup plus arrondie que pour les algolides. En fait, un autre phénomène vient se superposer à la variation de luminosité due aux éclipses. Les deux astres sont déformés à cause de l'attraction gravitationnelle qu'ils exercent l'un sur l'autre, ce qui leur donne une forme très allongée, visible alternativement de face et de profil. La surface visible étant plus grande lorsqu'elles sont vues de profil, leur magnitude apparente augmente légèrement. Ces étoiles sont souvent des binaires semi-détachées.

- les variables de type W Ursae Majoris (EW) : leur modèle est W Ursae Majoris. Cette famille qui regroupe des couples d'étoiles naines, généralement assez âgées, et qui sont de dimension comparable entre elles. De ce fait, les minima principaux et secondaires sont quasiment de la même intensité. Comme pour les Beta Lyrae, ces étoiles sont en contact, c’est-à-dire qu'il y a échange de matière entre les deux astres, mais les étoiles étant plus rapprochées, leurs courbes de lumière sont encore plus « arrondies ». Les deux astres étant très proches, les périodes des binaires de cette famille sont souvent très courtes, typiquement inférieures à une journée, et peuvent même être variables, à cause des transferts de masse (d'où déplacement du centre de gravité). Ces étoiles sont également des binaires à contact.

## Caractéristiques des membres
La période de l'orbite d'une binaire à éclipses peut être calculée en étudiant sa courbe de lumière, et les tailles relatives de chacun des membres (par rapport au rayon) peuvent être déterminées en observant la vitesse à laquelle la luminosité de l'étoile la plus éloignée diminue lorsque l'autre lui passe devant. Si de plus la binaire est également une binaire spectroscopique, il est possible de trouver tous les éléments orbitaux, la masse pouvant être déduite relativement facilement, ce qui signifie que les densités relatives de ces astres peuvent être calculées également.